# Universiteit van Warwick
De Universiteit van Warwick is een Britse campusuniversiteit die zich bevindt aan de rand van Coventry, West Midlands, Groot-Brittannië. Ze is gesticht in 1965 als deel van een initiatief van de regering om de toegang tot het hoger onderwijs uit te breiden.
De Universiteit van Warwick is lid van de Russellgroep.
De universiteit had in 2008 zo'n 16.000 voltijdsstudenten, en 5000 medewerkers (waarvan 1800 personen wetenschappelijk personeel). In 2013 waren er meer dan 23.000 studenten waarvan 9775 masterstudenten.

## Geschiedenis
Kort na de Tweede Wereldoorlog groeide het idee van een universiteit in Coventry. De Britse regering keurde in 1961 de oprichting goed. In 1964 werd een klein aantal masterstudenten ingeschreven en vanaf 1965 volgden 450 bachelorstudenten. Dat jaar kreeg de universiteit haar officiële erkenning (Royal Charter of Incorporation).
In 1979 nam de universiteit door een fusie het Coventry College of Education over.